# Kabinett Tanaka Giichi

Kabinett Tanaka, Mai 1927

Das Kabinett Tanaka Giichi (jap. 田中義一内閣, Tanaka Giichi naikaku) regierte Japan unter Führung von Premierminister Tanaka Giichi vom 20. April 1927 bis zum 2. Juli 1929.
| Amt                                     | Name                                   | Kammer (Wahlkreis) | Fraktion |
| --------------------------------------- | -------------------------------------- | ------------------ | -------- |
| Premierminister                         | Tanaka Giichi                          |                    |          |
| Außenminister                           | Tanaka Giichi                          |                    |          |
| Innenminister                           | Suzuki Kisaburō bis 4. Mai 1928        |                    |          |
| Innenminister                           | Tanaka Giichi bis 23. Mai 1928         |                    |          |
| Innenminister                           | Mochizuki Keisuke bis zum 2. Juli 1929 |                    |          |
| Finanzminister                          | Takahashi Korekiyo bis 2. Juni 1927    |                    |          |
| Finanzminister                          | Mitsushi Chūzō bis zum 2. Juli 1929    |                    |          |
| Heeresminister                          | Shirakawa Yoshinori                    |                    |          |
| Marineminister                          | Okada Keisuke                          |                    |          |
| Justizminister                          | Hara Yoshimichi                        |                    |          |
| Kultusminister                          | Mitsuchi Chūzō bis 2. Juni 1927        |                    |          |
| Kultusminister                          | Mizuno Rentarō bis 25. Mai 1928        |                    |          |
| Kultusminister                          | Katsuta Kazue bis zum 2. Juli 1929     |                    |          |
| Minister für Landwirtschaft und Forsten | Yamamoto Teijirō                       |                    |          |
| Minister für Industrie und Handel       | Nakahashi Tokugorō                     |                    |          |
| Minister für Kommunikation              | Mochizuki Keisuke bis 23. Mai 1928     |                    |          |
| Minister für Kommunikation              | Kuhara Fusanosuke bis zum 2. Juli 1929 |                    |          |
| Eisenbahnminister                       | Ogawa Heikichi                         |                    |          |
| Kolonialminister ab 10. Juni 1929       | Tanaka Giichi                          |                    |          |

## Andere Positionen
| Amt                        | Name            |
| -------------------------- | --------------- |
| Chefkabinettssekretär      | Hatoyama Ichirō |
| Leiter des Legislativbüros | Maeda Yonezō    |